# U 426
U 426 war ein deutsches Unterseeboot des Typs VII C.
Diese U-Bootklasse wurde auch „Atlantikboot“ genannt. Es wurde durch die Kriegsmarine während des U-Boot-Krieges eingesetzt.

## Technische Daten
Die Danziger Werft wurde im Anschluss an den Überfall auf Polen mit dem Bau von U-Booten für die Kriegsmarine beauftragt und war für die jährliche Herstellung von zwölf VII-C-Booten vorgesehen. Die Werft fertigte bis zur Einnahme der Stadt durch die Rote Armee insgesamt 42 U-Boote.
U 422 war Teil des siebten Bauauftrags an diese Werft, der insgesamt vier Boote des Typs VII C umfasste. Ein solches Boot hatte eine Länge von 67 m und eine Verdrängung von 865 m³ unter Wasser. Es wurde von zwei Dieselmotoren angetrieben, die eine Geschwindigkeit von 17 kn gewährleisteten. Unter Wasser erbrachten zwei Elektromotoren eine Geschwindigkeit von 7 Knoten. Die Bewaffnung bestand bis 1944 aus einer 8,8-cm-Kanone und einer 2,0-cm-Flak an Deck sowie vier Bugtorpedorohren und einem Hecktorpedorohr. Am Turm trug U 426 die olympischen Ringe, das Crewzeichen des Offiziersjahrgangs des Kommandanten Christian Reich.

## Einsatz und Geschichte
Bis September 1943 unterstand das Boot der 8. U-Flottille, einer Ausbildungseinheit, und unternahm Übungsfahrten in der Ostsee zum Training der Besatzung. Am 14. September lief U 426 von Kiel zu seiner ersten Unternehmung aus. Dies war gleichzeitig eine Überführungsfahrt nach Brest, dem Stützpunkt der 1. U-Flottille. Auf dieser Fahrt wurde das Boot in erste Gefechte verwickelt. Beim Angriff auf einen britischen Frachter schoss Kommandant Reich einen Torpedofächer und registrierte einen Treffer. Es konnten keine weiteren Beobachtungen vorgenommen werden, da U 426 durch einen angreifenden Zerstörer zum Tauchen gezwungen wurde. U 842 sichtete kurze Zeit später in diesem Seegebiet Rettungsboote der Essex Lance. Die Versenkung dieses 6.625 BRT großen Dampfers wurde daraufhin Kommandant Reich angerechnet.

### Versenkung
Kommandant Reich befand sich seit fünf Tagen auf seiner zweiten Feindfahrt mit U 426, als das Boot um die Mittagszeit des 8. Januar 1944 von einem Sunderland-Flugboot angegriffen wurde. Das deutsche U-Boot wehrte sich zunächst mit Artillerie, stellte dann aber die Verteidigungsmaßnahmen ein, als das britische Flugzeug seinerseits zu feuern begann. Die Sunderland belegte U 426 bei einem zweiten Anflug mit Wasserbomben, die eine Explosion auslösten, in deren Folge das deutsche U-Boot sank. Die britischen Flieger registrierten 40 Mann im Wasser, von denen keiner gerettet werden konnte.